# Cyanolyca pumilo
Gaio-de-garganta-preta (Cyanolyca pumilo) é uma espécie de ave da família Campephagidae.
Pode ser encontrada nos seguintes países: El Salvador, Guatemala, Honduras e México.
Os seus habitats naturais são: regiões subtropicais ou tropicais húmidas de alta altitude.